# Творець туманності
«Творець туманності» (англ. Nebula Maker) — незакінчений роман англійського письменника-косміста Олафа Стейплдона. Працювати над рукописом автор перестав у 1933 році. Під враженням критики шотландської письменниці Наомі Мітчісон, яка визнала Бога-Творця («Творця туманностей») з роману надто схожим на традиційного чоловіка і була здивована міфотворчістю колеги, Стейплдон значно переробив сюжет, результатом чого стала поява роману «Творець зірок». Покинутий рукопис «Творця туманності» було виявлено через кілька десятиліть після смерті великого фантаста і видано в 1976 році.

## Основні відомості
Після Великого Вибуху постав молодий Всесвіт, заповнений енергією та речовиною. Незабаром народилося життя, життя у найбільших масштабах за всю історію сущого — на рівні туманностей, велетенських скупчень газу та пилу, які розпочали свій первісний гравітаційний танець. У кожній живій туманності почало формуватися гаряче ядро-мозок-серце, що випромінювало світло і вміщало розум у його дитячій стадії розвитку. Туманності не мали поколінь, життєвий досвід, що триває для кожного гігантського об'єкта мільярди років, був унікальним. Туманності-одинаки були соліпсистами — замкнутими на собі примітивними створіннями з напівтваринним розумом. У скупченнях мешкали соціальні туманності. Саме вони стали локомотивом всесвітнього розвитку. Одна з таких туманностей дійшла до ідеї наукового пізнання світу, самої себе, панкосмічного, універсалістського мислення. Проте паросток космічного комунізму був розтоптаний у нескінченних сутичках-війнах. До того ж відкрилася жахлива істина — для подолання мільйонів парсек потрібно використовувати енергію, що видобувається з речовини роздертих тіл туманностей.
Припинення світової війни та настання ери гуманізму — мета, яку усвідомлювали дві харизматичні туманності. Світле Серце та Вогняна Стріла — святий і революціонер пропонували два методи досягнення гармонії вічного танцю. Посмертна жертва месії, в якому вгадується і Ісус, і Махатма Ганді, була здійснена, але потім усе почало повертатися на свої кола. Проте Революція, вчинена Вогняною Стрілою (алюзія на Ульянова-Леніна) змела експлуататорів, очистила космос від канібалів-мілітаристів.
Комунізм пізніх туманностей був спотворений протистоянням двох непримиренних угруповань, двох поглядів на майбутнє світу. Остання світова війна, яка прийшла на зміну періоду творення, поступово зійшла нанівець в результаті процесу загального старіння та розкладання. Плоть туманностей почала конденсуватися в краплі-зірки галактик, розширення Всесвіту розривало соціальні зв'язки та можливість «тактильного бачення» — спілкування туманностей.
Над усім цим і поза всім сущим височів гордовитий і байдужий Бог, творець Початку і Кінця Всесвіту…

## Видання та переклади
- Olaf Stapledon. Nebula Maker. — Bran's Head Books Ltd, 1976. — 126 p. — ISBN 9780905220062.(англ.)
- Olaf Stapledon, Harvey Satty (Introduction). Nebula Maker. — Sphere Books Limited, 1979. — 130 p. — ISBN 9780722181157.(англ.)
- Olaf Stapledon. Nebula Maker and Four Encounters / Illustrator Jim Starlin, introduction by Arthur C Clarke. — New York: Dodd, Mead & Co, 1983. — 260 p. — ISBN 10 0396081053 / ISBN 13 9780396081050.(англ.)

### Самвидав
- Олаф Стэплдон. Создатель туманности (роман, перевод Л. Самуйлова) // Олаф Стэплдон. Создатель туманности. — Лемберг: Жемчужина, 2015. — С. 23-226.(рос.)